# Lago di Poggio Perotto
Il lago di Poggio Perotto, denominato anche il Bacino, si trova in un avvallamento delle Colline dell'Albegna e del Fiora, in un punto digradante verso la Maremma grossetana, poco a ovest di Magliano in Toscana, presso la località denominata Poggio Perotto.

## Descrizione
Il bacino lacustre è di tipo artificiale, essendo stato costruito nel 1938 per favorire le opere di irrigazione della campagna circostante in cui veniva praticata agricoltura estensiva, spesso svantaggiata da ricorrenti e prolungate siccità. Il lago, a forma di L, fu realizzato lungo il corso del torrente Serra, di cui è sia l'immissario che l'emissario: Il torrente Serra si immette poi nel fiume Osa all'altezza del confine con il comune di Orbetello, il fiume Osa continua la sua corsa fino alla foce a sud di Poggio Talamonaccio. Le origini artificiali sono ancora oggi testimoniate dalla presenza di un'alta diga che chiude la sponda d'afflusso; il punto d'ingresso dell'immissario è all'estremità settentrionale del bacino, mentre l'emissario fuoriesce dall'angolo sud-orientale del lago.
Nonostante le origini artificiali del bacino, l'area è rimasta intatta nelle sue caratteristiche originarie, affiancando alla preesistente vegetazione di pini, querce e sughere anche una serie di salici in prossimità delle acque. Tra la fauna sono da segnalare vari tipi di aironi e garzette.
La fauna ittica è composta da carpe, alborelle, persici trota e lucci.